# حاجى علي ماجرتين
الحاجى علي عبد الرحمن (بالصومالية: Xaaji Cali Cabdiraxmaan) «ماجرتين» شيخ وشاعر صومالي.

## سيرة حياته

### النشأة والدراسات في الجزيرة العربية
ولد عبد الرحمن في وقت لاحق من حياته ليعرف باسم «علي ماجرتين» في وادي نوجال. أصبح فيما بعد أحد أبرز المبشرين الإسلاميين في الصومال.
بدأ عبد الرحمن دراسة الفقه (الفقه الإسلامي) والعقيدة الإسلامية في عهد الحاج يوسف بن محمد العورتابلي من عشيرة أورتبلي، دارود ، ابن عمه. يذكر في مناقب الحاج عبد الرحمن أن معلمه الأول والشيخ هو الذي دفعه للدراسة في الحرم المكي والذي دفعه لاحقًا للذهاب إلى نجد.
شرع في رحلة الحج إلى مكة، مرورا باليمن وتغلب على الرحلة القاسية عبر الصحاري العربية إلى مدينة مكة المكرمة. وعندما وصل، كما كان الحال عادة، قام الحراس العرب بالتمييز ضده بدافع العنصرية ورفضوا السماح له بالدخول.
أرسل الحاج علي على الفور رسالة إلى زعيم الدولة السعودية الثانية آنذاك، الأمير فيصل بن تركي بن عبد الله آل سعود، جد مؤسس المملكة العربية السعودية الحديثة، ابن سعود . كتبت الرسالة باللغة العربية بلهجتها النقية كقصيدة.
عند قراءة الرسالة، غضب الأمير من الوضع الذي كان فيه هذا الأخ الشقيق على طول الطريق من الصومال وأمر بغضب حراس مسجد الحرمين بالسماح للأخ الصومالي بالدخول فورًا والقيام بأعماله لله. عندما أكمل الحاج علي حجه، طلب الأمير مقابلة الشاب الصومالي الذي يكتبه ببلاغة.
عندما التقى الأمير والشاب الحاج ببعضهما البعض، كما هو معتاد لكل من العرب والصوماليين، سأله الأمير عن نسبه. ورد الحاج علي بقصيدة عربية جميلة، حيث عرض العرب الحاضرين في مكان نبلاء تراثه. ترجم القصيدة لاحقًا إلى الصومالية.
الأمير، الذي أعجب بإدراك هذا الرجل الصومالي للغة العربية والشعر دون أن تطأ قدمه شبه الجزيرة العربية من قبل، خصص للحاجي علي قطعة أرض كبيرة. هذا من شأنه أن يمثل بداية رحلات الشيخ إلى بقية شبه الجزيرة العربية حيث سيذهب أيضًا للدراسة مع طلاب محمد بن عبد الوهاب. عاد في نهاية المطاف إلى الأراضي الصومالية، وخاصة الجنوب حيث قام بتثقيف الكثيرين حول الدين الإسلامي.

### العودة إلى ماجيرتينيا
عند عودته إلى موطنه في سلطنة ماجرتين بعد الدراسة في مكة وبغداد ، بدأ الحاج علي بالبدء في نشر الدعوة ودعا شعبه إلى وقف بعض الممارسات المحرمة في الإسلام. بدأ مدرسة بالقرب من تاليكس وركز لبعض الوقت على الوعظ. في عهد السلطان ماجرتين نور عثمان، وجد الحاج علي أنه من غير المقبول التعايش مع الانتهاك العلني للشريعة الإسلامية وشكل تحالفًا مع الحاج فرح حرسي، سلطان ماجرتين المتمرد. حاول الحاج فرح تأسيس سلالة جديدة للإطاحة بابن عمه. وبترتيب من الشيخ علي والحاج فرح، يتولى الحاج فرح المسؤولية السياسية ويتولى الشيخ علي إدارة الشؤون الدينية. حاول الحاج فرح تأسيس سلالة جديدة للإطاحة بابن عمه. وبترتيب من الشيخ علي والحاج فرح، سيتولى الحاج فرح المسؤولية السياسية وسيتولى الشيخ علي إدارة الشؤون الدينية، لكن مؤامرتهم أحبطت ونفي كلاهما.

### زنجبار ومونجية الجهاد
سافر الحاج علي إلى الهند ثم إلى زنجبار وبقي هناك 15 شهراً تحت رعاية سعيد بن سلطان (والد السيد برغش). من خلال التخطيط لإنشاء إمارة إسلامية، وصل الشيخ علي إلى مركا في عام 1847 ومعه بخمسة قوارب و 150 من أتباعه وكميات كبيرة من الأسلحة النارية والذخائر تقدر بـ 40 بندقية و 4 مدافع بعد أربع سنوات فقط من هزيمة بارديرا الجماعة من قبل سلطنة جيليدي. التي حكمت مناطق شاسعة من مناطق جنوب الصومال. في ذلك الوقت، كانت عشيرة بيمال التي عاشت في مركا تتمرد على الجيليديين. وصل الحاج علي إلى مركا وشكل تحالفًا مع عشيرة بيمال. استقر في المنطقة القريبة من مركا بموافقة عشيرة بيمال وبدأ أنشطته الدعوية وبرامجه التعليمية.   ثبت أن علي كان لديه خطط سرية لتشكيل مستعمرة في ميناء منجية (النقطة التي كان فيها نهر شبيلي الأقرب إلى ساحل المحيط الهندي)، وحصل على إذن من السلطان يوسف من جيليدي. ومع ذلك، حاول في البداية أن يلعب دور صانع السلام بين السلطان يوسف وعشيرة بيمال وأرسل رسالة إلى السلطان يوسف يطلب منه أن يقبل اقتراح المصالحة. رفض السلطان يوسف عرضه وهو يشعر بعدم الاحترام لأن الوافد الجديد يتدخل في شؤونه الداخلية. كان الحاج علي غاضبًا وأعلن الحرب ضد الجيليدي ورجاله داهموا قرى خيطية بالقرب من أفجوي. واجه يوسف وجيش جيليدي أتباع الحاج علي المسلحين جيدًا والذين كانوا أساسًا من قبيلة ماجرتين وقضوا عليهم. تم حرق منجية على الأرض وانتهت طموحات الحاج علي.
كتب الحاج علي رسالة بعث بها إلى أهالي براوة، اعتبر فيها سلطنة جيليدي نظامًا سياسيًا يتبع طائفة منحرفة (فرقة الدلة). وكان لا بد من القضاء على هذا الانحراف من خلال الدعوة أو الجهاد. وبعد هزيمته قال الشيخ علي: "في الحقيقة [موتنا]، وإذا كنت من الطائفة المنحرفة التي يقودها السلطان يوسف ، فلا علاقة بيننا، ولن ينجو منا دمك". إن الموقف المتشدد للحاج علي لنشر الإسلام بين شعبه، وتعبئة أتباعه المسلحين، ووقوفه إلى جانب عشيرة بيمال ضد سلطنة جيليدي، يكشف عن أيديولوجية متشددة شبيهة بجماعة بارديرا ، الاتجاه الوهابي الجديد الذي ظهر عبر البلاد. العالم الإسلامي في ذلك الوقت. 

### روابط خارجية
- عبد القادر شيخ عبدي، عبدي (1993). الجنون الإلهي: محمد عبد الحسن (1856-1920). جامعة ميشيغان: كتب زيد.